# Phyllobates terribilis
Phyllobates terribilis is een kikker uit de familie pijlgifkikkers (Dendrobatidae). De soort werd voor het eerst wetenschappelijk beschreven door Charles W. Myers, John W. Daly en Borys Malkin in 1978.
Er is geen officiële Nederlandse naam voor deze soort. Soms wordt de soort gouden gifkikker genoemd, maar deze naam wordt hoofdzakelijk gebruikt voor de soort Dendrobates auratus. Een alternatieve benaming is verschrikkelijke pijlgifkikker.

## Uiterlijke kenmerken
De kleur van deze soort is vaak geel, soms iets bleker neigend naar wit tot lichtgroen en op de flanken zijn vaak kleine onregelmatige zwarte vlekjes aanwezig. De buik heeft dezelfde kleur als de rugzijde en heeft soms kleine zwarte vlekjes. De kikker heeft een gedrongen, pad-achtige bouw met duidelijk zichtbare gifklieren. Met een maximale lengte rond de 5 centimeter is het een wat grotere soort uit de familie pijlgifkikkers. Deze kikkersoort is zeer populair in de handel in exotische dieren. Deze kikkersoort wordt echter in grote aantallen gekweekt en als huisdier gehouden door gespecialiseerde kikkerliefhebbers. 

## Levenswijze
Phyllobates terribilis leeft in delen van Colombia, ten westen van de Andes. Het verspreidingsgebied is niet erg groot maar de kikkers kunnen soms massaal worden aangetroffen. Het is een bodembewonende soort die leeft op de bosbodem in de strooisellaag van vochtige regenwouden. De kikker is aangetroffen in laaglanden op een hoogte van 100 tot 200 meter boven zeeniveau. De ideale omstandigheden zijn een temperatuur van rond de 26 graden en een luchtvochtigheid van boven de 80 %. De voortplanting is bij net zoals veel andere soorten pijlgifkikkers bijzonder; nadat het vrouwtje eitjes heeft afgezet in de vochtige bosbodem, worden deze door het mannetje bevrucht. Het mannetje verlaat de eitjes regelmatig, maar komt altijd terug om ze vochtig te houden. Als de eitjes uitkomen kruipen de kikkervisjes op de rug van het mannetje die ze naar een waterbron brengt waar de verdere metamorfose plaatsvindt.

## Giftigheid
Phyllobates terribilis is een van de giftigste diersoorten op aarde. Het zeer krachtige gif wordt hergebruikt uit opgegeten prooidieren, zoals giftige mieren en kevertjes. Overigens maken ook de prooidieren zelf geen gif aan, maar eten van giftige planten en kennen hetzelfde trucje als de kikker. Er zijn ook vogels die giftige dieren eten en het gif voor de afweer gebruiken. De gifstof wordt batrachotoxine genoemd en staat op botulinetoxine na bekend als de meest giftige stof in de natuur. Het is sterker dan tetrodotoxine van de kogelvissen. Er zijn wel meer pijlgifkikkers die zeer giftig zijn, zoals de verwante soorten Phyllobates bicolor en Phyllobates aurotaenia, maar deze soort produceert tot 27 keer zoveel batrachotoxine en spant daarmee de kroon. Dieren als slangen die toch een exemplaar opeten, vertonen stuiptrekkingen en kronkelen lange tijd onregelmatig met wijd openstaande bek tot ze het loodje leggen of de prooi weer uitspugen. In het laatste geval kijkt een predator wel uit er nog eentje op te eten. Enkel de slang Erythrolamprus epinephelus die een grote immuniteit voor vele soorten giftige kikkers heeft, is een potentiële predator.
Twee tiende van een milligram is genoeg om een mens te doden; het gif van een enkele kikker is potentieel dodelijk voor 10 mensen.
Het gif van deze kikker wordt door de plaatselijke Emberá Chocó-indianen gebruikt om pijlen te vergiftigen die met een blaaspijp worden afgeschoten. De pijlpunten worden vergiftigd door ze gewoon over de rug van een levende kikker te wrijven.
Buiten de natuurlijke leefomgeving verliest deze pijlgifkikker al snel zijn giftigheid. Door kikkerliefhebbers gehouden en gekweekte dieren zijn nog nauwelijks giftig. 